# 토마스와 친구들 - 극장판 2
《토마스와 친구들 - 극장판 2》 또는 《선로 위의 영웅》(Hero of the Rails)은 어린이 텔레비전 시리즈 《토마스와 친구들》을 기반으로 한 2009년 영국 가족 애니메이션 영화다.

## 줄거리
어느 날 평화로운 소도어 섬에 갑자기 등장한
스펜서, 스펜서가 토마스를 무시하고 얕잡아 보자
토마스는 레이싱 경주를 신청하고 그로 인해
꼬마 기관차 토마스가 거만한 기관차 스펜서와
무거운 화물열차를 끌고 레이싱 경주를
펼치게 된다. 그러나, 토마스의 브레이크가 고장나
여러 장애물에 부딪힌 후, 겨우 어느 갓길에
멈춰 서게 되고, 그 곳에서 잊혀진 기관차
히로를 만나게 되는데.....

## 등장인물

### 증기 기관차
토마스
이야기의 주인공 파란 소형 탱크 기관차.
극 중에서 스펜서와 2번 정도 경쟁한다.
에드워드
푸른 중형 텐더식 증기 기관차.
채석장에서 고장난 스펜서 헨리와 함께 소도 정비 공장까지 데리고 간다.
헨리
연두색의 대형 텐더식 증기 기관차.
채석장에서 고장난 스펜서 에드워드 함께 소도 정비 공장까지 데리고 간다.
고든
파란색 대형 텐더식 증기 기관차.
이번 작품에서는 토마스를 멸시하는 장면은 없다.
제임스
붉은 중형 텐더식 증기 기관차.
이번 이야기에서도 자신의 도장을 간직하고 있지만, 토마스와 퍼시를 왕따하는 장면은 없다.
퍼시
연두색 소형 탱크 기관차.
토마스 대신 짐을 들고 있었지만, 도중에 밸브가 고장난 것 같다.
토비
갈색 소형 노면 기관차.
미드 필드에서 제임스와 함께 스펜서 히로의 숲에서 쫓아.
에밀리
진한 중간 텐더식 증기 기관차.
토마스 지선 대리를 하고 있는 한중간 스펜서와 말다툼한다.
스펜서
갈치 비린내가 나는 더 반짝반짝 빛나는 더 맑고 더 밝은 은색빛 대형 텐더식 증기 기관차.
종반에 처음 사고를 일으킨다.

#### 새로운 캐릭터
히로
이번 이야기의 주인공인 검은 대형 텐더식 증기 기관차. 일본에서 왔다.
첫 등장이자, 그의 과거가 밝혀진다. 소도 섬으로 유명한 증기 기관차라면 까는 상위 햄 햇 경이나 상자 포드 공작 부인도 그의 일을 알고 있었다.
빅터
빨간 소형 탱크 기관차. 소도 정비 공장의 기관차이다.
사실 고산 철도 (나로 게이지) 기관차이기도 하다.

### 디젤 기관차
메이비스
검은 소형 디젤 기관차.
채석장에 온 스펜서를 안내했다.

### 크레인
록키
붉은 대형 크레인.
막판에 히로와 함께 스펜서를 구출한다.

### 자동차

#### 새로운 캐릭터
케빈
노란 소형 크레인.
소도 정비 공장에서 빅터와 함께 일하고 있지만, 언제나 여러 가지 물건을 떨어뜨려 버린다.

### 인물
톱햄햇경
소도 철도 국장.
이번 이야기에서는 토마스에게 4번 정도 설교하고 막판은 확실히 그의 이야기를 들어 주었다.
박스 포드 공작
소도 섬의 공작.
톱 햄 햇 경에게 스펜서의 모습을 들었을 것 같다.
박스 포드 공작 부인
소도 섬의 부인.
톱 햄 햇 경에서 스펜서의 모습이 드러나자 그녀는 실망했다.

### 조연
로지
분홍색 소형 탱크 기관차.
디젤
검은 소형 디젤 기관차.
애니와 클라라벨
2량의 오렌지 객차. 평소 토마스에 달려있다.
헨리에타
데크가 있는 오렌지 객차. 평소 토비에 달려있다.
크랭키
항구에서 일하는 灰緑의 대형 크레인.
톱 햄 햇 경 부인
톱 햄 햇 선생님의 아내.
브라스 밴드
소도 섬의 브라스 밴드.

## 같이 보기
- 토마스와 친구들